# Rusinščina
Rusinščina (rusinsko русиньскый язык, rusiňskyj jazyk) je vzhodnoslovanski jezik, ki ga govorijo Rusini v ukrajinski Zakarpatski oblasti, na severovzhodu Slovaške, jugovzhodu Poljske in severovzhodu Madžarske. V Srbiji se ponekod v Vojvodini govori panonska rusinščina, ki jo nekateri štejejo k rusinščini, drugi pa jo uvrščajo med zahodnoslovanske jezike. 
Glede kategorizacije rusinščine kot samostojnega jezika med lingvisti ni konsenza. Češki, slovaški, madžarski ter nekateri ameriški, poljski in srbski lingvisti jo obravnavajo kot samostojen jezik, drugi (ukrajinski, poljski, srbski in romunski) pa kot narečje ukrajinščine. Kljub temu ima rusinščina lastno ISO 639 oznako. Standardizacija jezika je otežena, saj se govorci nahajajo v štirih različnih državah. Številni Rusini živijo razseljeni tudi drugod po svetu (Kanada, ZDA). Na Univerzi v Užgorodu se ukvarjajo s standardizacijo rusinščine. Sestavili so tudi slovar rusinskega knjižnega jezika.
Natančno število govorcev ni znano, ocene se gibljejo do enega milijona. Prva država, ki je uradno priznala rusinščino (panonsko rusinščino) kot uradni jezik, je bila Jugoslavija. Leta 1995 je rusinščina tudi na Slovaškem dobila status manjšinskega jezika in je uradni jezik v občinah z več kot 20 % rusinsko govorečega prebivalstva. Posebno je standardizirana t. i. lemkovščina, ki je rusinsko narečje na Poljskem.
Prva slovnica rusinščine Карпаторусский букварь (Karpatorusskij bukvar') je bila izdana leta 1931, naslednja, Перша книжечка для народных школ. (Bukvar. Perša knyžečka dlja narodnŷch škol), je izšla leta 1935.

## Knjižne norme
Na Prvem rusinskem jezikovnem kongresu novembra 1. 1992 je bil sprejet »romski model«, s ciljem, da bi se ustanovile štiri različne norme za štiri države, v katerih živi znatna skupina Rusinov, na Slovaške, v Vojvodni, Ukrajini in na Poljskem (Madžarska sekcija se je odločila, da bo prevzela slovaški rusinski standard). Uveljavljeni sta že dve knjižni normi rusinščine, in sicer na Slovaškem in v Vojvodini, Rusini Ukrajine (Zakarpatje) in Poljske (Lemkovsko področje) pa svojih norm še niso kodificirali. Hkrati pa rusinski znanstveniki in pisci delajo na tem, da bi nastala »peta norma« ali kojne, ki bi se rabila kot skupni knjižni jezik vseh Rusinov.

## Abeceda
| Velika črka | Mala črka | Prečrkovanje | Izgovor  | Opombe                                           |
| ----------- | --------- | ------------ | -------- | ------------------------------------------------ |
| А           | а         | a            | /a/      |                                                  |
| Б           | б         | b            | /b/      |                                                  |
| В           | в         | v            | /v/      |                                                  |
| Г           | г         | h            | /ɦ/      |                                                  |
| Ґ           | ґ         | g            | /g/      |                                                  |
| Д           | д         | d            | /d/      |                                                  |
| Е           | е         | e            | /je/     |                                                  |
| Є           | є         | je           | /je/     |                                                  |
| Ё           | ё         | jo           | /ʏ/      | Panonska rusinščina te črke ne pozna.            |
| Ж           | ж         | ž            | /ʒ/      |                                                  |
| З           | з         | z            | /z/      |                                                  |
| И           | и         | y            | /ɪ/      |                                                  |
| І           | і         | i            | /i/      | Panonska rusinščina te črke ne pozna.            |
| Ы           | ы         | y            | /ɨ/      | Panonska rusinščina te črke ne pozna.            |
| Ї           | ї         | ji           | /ji/     |                                                  |
| Й           | й         | j            | /j/      |                                                  |
| К           | к         | k            | /k/      |                                                  |
| Л           | л         | l            | /l/      |                                                  |
| М           | м         | m            | /m/      |                                                  |
| Н           | н         | n            | /n/      |                                                  |
| О           | о         | o            | /o/      |                                                  |
| П           | п         | p            | /p/      |                                                  |
| Р           | р         | r            | /r/      |                                                  |
| С           | с         | s            | /s/      |                                                  |
| Т           | т         | t            | /t/      |                                                  |
| У           | у         | u            | /u/      |                                                  |
| Ф           | ф         | f            | /f/      |                                                  |
| Х           | х         | x, ch        | /x/      |                                                  |
| Ц           | ц         | c            | /ts/     |                                                  |
| Ч           | ч         | č            | /ʧ/      |                                                  |
| Ш           | ш         | š            | /ʃ/      |                                                  |
| Щ           | щ         | šč           | /ʃʧ/     |                                                  |
| Ѣ           | ѣ         |              | /ji/,/i/ | V rabi do 2. svetovne vojne.                     |
| Ю           | ю         | ju           | /ju/     |                                                  |
| Я           | я         | ja           | /ja/     |                                                  |
| Ь           | ь         | ′            | /ʲ/      | Mehki znak                                       |
| Ъ           | ъ         | ′            |          | Trdi znak; panonska rusinščina te črke ne pozna. |